# Hanna Marie Klek
Hanna Marie Klek (née le 11 janvier 1995 à Nürtingen, en Allemagne) est une joueuse d'échecs allemande.

## Biographie
En 1999, elle emménage avec sa famille à Erlangen. Son père est le musicien d'église, théologien et professeur d'université Konrad Klek. Elle a deux sœurs. Diplômée du lycée Ohm en 2012, elle étudie les mathématiques à l'université Friedrich-Alexander puis la psychologie à l'université Otto-Friedrich de Bamberg.

## Palmarès individuel
Hanna Marie Klek apprend à jouer aux échecs à l'âge de huit ans. Elle participe à de nombreux tournois et plusieurs championnats d'Allemagne. Elle remporte plusieurs de ces éditions dans les différentes catégories d'âge :
- en 2006, dans la catégorie des filles de moins de 12 ans
- en 2007, dans la catégorie des filles de moins de 12 ans
- en 2008, dans la catégorie des filles de moins de 14 ans
- en 2011, dans la catégorie des filles de moins de 16 ans.

En 2011, Hanna Marie Klek termine deuxième, derrière Nastassia Ziazioulkina lors du championnat du monde d'échecs de la jeunesse dans la catégorie des filles de moins de 16 ans à Caldas Novas, au Brésil. La même année, elle est cinquième au championnat d'Allemagne d'échecs féminin à Bonn. En 2012, elle obtient une norme de grand maître international féminin (GMF) au Festival des Jeux de Cannes.

## Palmarès en compétitions adultes
En 2013, Hanna Marie Klek remporte le championnat d'Allemagne féminin qui se joue à Bad Wiessee et réalise une norme de maître international féminin (MIF).
En novembre 2013, Hanna Marrie Klek remporte une partie contre Igor Khenkin lors du championnat de Bavière d'échecs international mixte. Pour Khenkin, c'était la seule défaite du tournoi. C'est sa plus grande victoire contre un adversaire de ce calibre.

## Parcours avec l'équipe nationale allemande

### Parcours lors des olympiades d'échecs
Lors de Olympiade d'échecs de 2008, qui se joue à Dresde, en Allemagne, Hanna Marie Klek occupe l'échiquier de réserve de l'Allemagne-2 (score personnel de 2 victoires et 4 défaites en 6 rencontres disputées). L'équipe était alors composée de Judith Fuchs, Maria Schöne, Manuela Mader, et Anna Endress.

### Parcours en Mitropa Cup
Hanna Marie Klek joue pour l'équipe d'Allemagne en Mitropa Cup :
- en 2013, elle occupe le premier échiquier (4 victoires (+4), 1 match nul (=1), 4 défaites (-4)[1] et l'équipe est vice-championne du tournoi
- en 2017, elle occupe le premier échiquier (+5, =1, -3)[1].

## Match international
En juillet 2012, Hanna Marie Klek dispute le match international féminin entre l'Allemagne et la Pologne. La Pologne remporte le match 13,5 à 11,5 et le score personnel de Hanna Marie est 2,5 points en 5 matchs.

## Parcours en club
Dans le cadre du championnat d'échecs des clubs féminin, la Bundesliga féminine, Hanna Marie Klek joue pour le SC Bad Königshofen de 2008 à 2010, et pour le SF Deizisau depuis 2012. Elle joue en Bundesliga autrichienne pour le club de Kufsteiner Schach ohne Grenzen, de 2015 à 2017, puis pour le SIR Royal Salzbourg lors de la saison 2017/18.
Lors de la saison 2016/17, en 2e Bundesliga Ost. Hanna Marie Klek réalise sa deuxième norme de grand maître international féminin (GMF) et sa première norme de maître international (MI). C'est ensuite au cours du championnat dans l'élite de la Bundesliga féminine qu'elle atteint sa troisième norme GMF, avec un score personnel de 8 matchs remportés sur 10.

## Fonction échiquéenne administrative
Depuis mars 2017, elle est élue conseillère pour les échecs féminins de la Deutsche Schachjugend, association dépendant de la fédération allemande des échecs chargée de développer le jeu d'échecs auprès des jeunes allemands. Elle succède alors à Melanie Lubbe à ce poste.
Elle est directrice générale du centre d'échecs de Baden-Baden depuis octobre 2019.

## Titres internationaux FIDE
En 2013, Hanna Marie Klek remporte le championnat individuel féminin allemand qui se joue à Bad Wiessee et réalise une norme de maître international féminin (MIF).
En 2012, Hanna Marie Klek obtient une norme de grand maître international féminin (GMF) au Festival des Jeux de Cannes. Lors de la saison 2016/17, en 2e Bundesliga Ost. Hanna Marie Klek réalise sa deuxième norme de grand maître international féminin (GMF) et sa première norme de maître international (MI). Plus tard, en Bundesliga féminine, elle atteint sa troisième norme de GMF, avec un score personnel de 8 matchs remportés sur 10. Elle devient officiellement grand maître international féminin en 2017.